# Třída Hunt (1939)

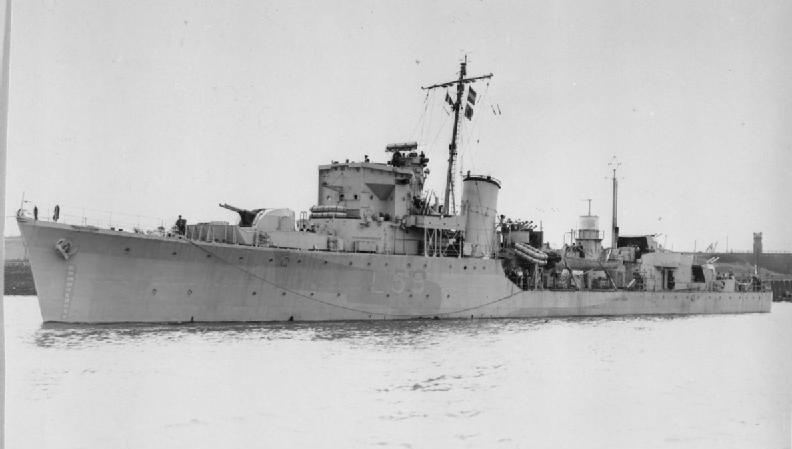
HMS Zetland je zástupcem verze Hunt II

Třída Hunt je souhrnným označením celkem 86 eskortních torpédoborců Britského královského námořnictva, postavených v letech 1939–1943 v rámci čtyř podtříd, označených Hunt I, Hunt II, Hunt III a Hunt IV. Celá třída byla intenzivně nasazena v druhé světové válce, přičemž tři desítky kusů provozovali různí zahraniční uživatelé.

## Operační služba

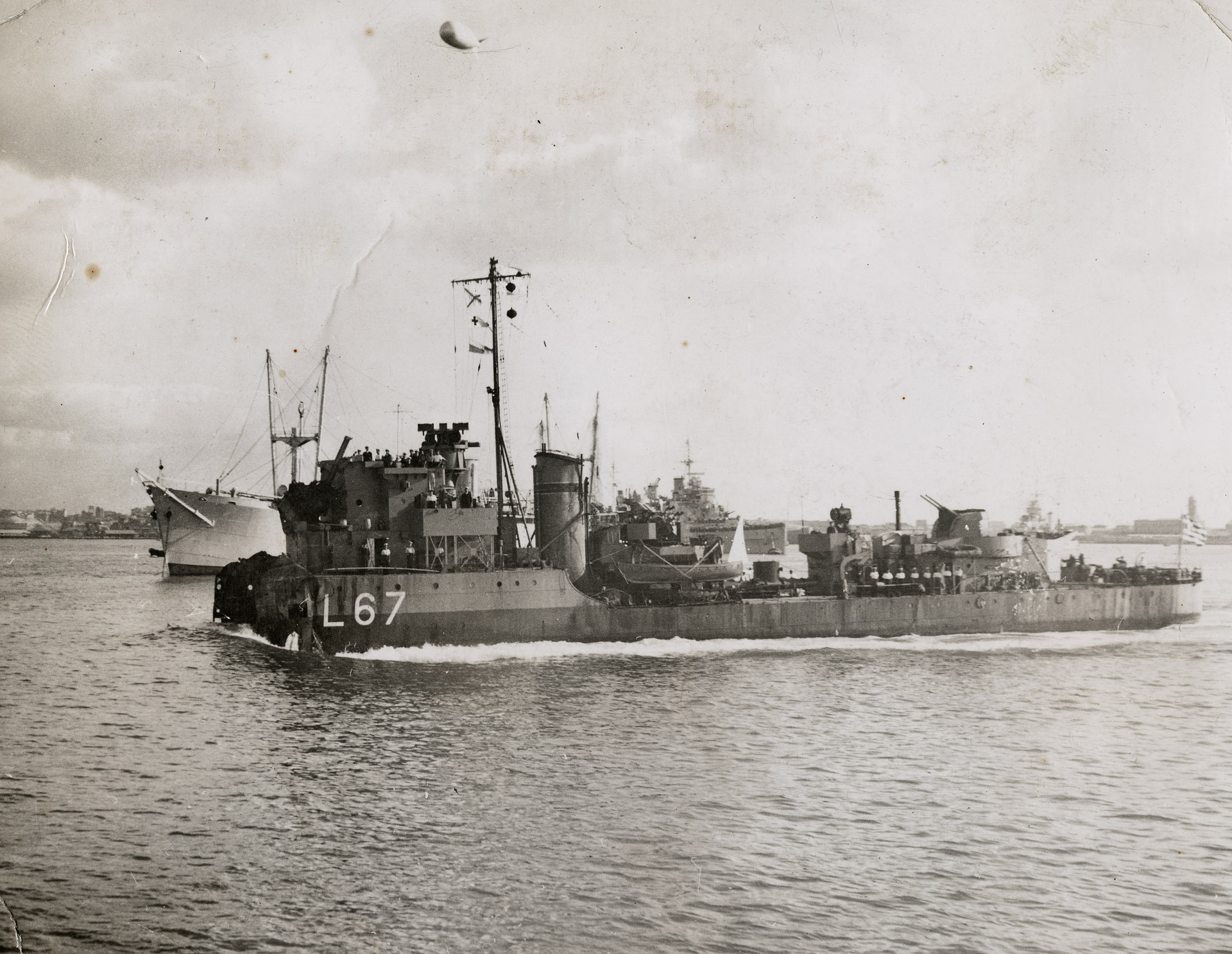
Řecký torpédoborec Adrias (verze Hunt III) po těžkém poškození minou

Eskortní torpédoborce třídy Hunt byly intenzivně nasazeny v druhé světové válce. Celkem 23 jich bylo ve válce potopeno či neopravitelně poškozeno. Britové jich část poskytly svým spojencům, do války se tak zapojily též v námořnictvech Francie, Norska, Polska a Řecka. Po válce byly další dodány Dánsku, Egyptu, Ekvádoru, Norsku, SRN a Řecku. Jeden egyptský v boji ukořistil Izrael. Dodávka jednoho kusu Čínské republice nebyla realizována. Celkem bylo zahraničními uživateli provozováno 30 jednotek verzí Hunt I až III.

## Přehled tříd
| Třída          | Fotografie     | Počet | Výtlak                              | Výzbroj | Pozn. |
| -------------- | -------------- | ----- | ----------------------------------- | --- | ----- |
| Třída Hunt I   | HMS Atherstone | 23    | 1 000 t (standardní) 1 490 t (plný) | 4× 102mm kanón (2×2) 4× 40mm kanón (1×4) 2× 20mm kanón (2×1) 2 vrhače, 1 skluzavka                           |       |
| Třída Hunt II  | HMS Lamerton   | 33    | 1 050 t (standardní) 1 610 t (plný) | 6× 102mm kanón (3×2) 4× 40mm kanón (1×4) 2× 20mm kanón (2×1) 4 vrhače, 2 skluzavky                           |       |
| Třída Hunt III | HMS Holcombe   | 28    | 1 050 t (standardní) 1 620 t (plný) | 4× 102mm kanón (2×2) 4× 40mm kanón (1×4) 3× 20mm kanón (3×1) 2× 533mm torpédomet (1×2) 4 vrhače, 2 skluzavky |       |
| Třída Hunt IV  | HMS Brissenden | 2     | 1 175 t (standardní) 1 700 t (plný) | 6× 102mm kanón (3×2) 4× 40mm kanón (1×4) 2× 20mm kanón (2×1) 3× 533mm torpédomet (1×3) 4 vrhače, 2 skluzavky |       |